# Danh sách phần sách của Girls und Panzer
Girls und panzer là một series anime truyền hình của Nhật Bản sản xuất bởi Actas. Được đạo diễn bởi Tsutomu Mizushima và viết kịch bản bởi Reiko Yoshida, series lấy bối cảnh trong một thế giới mà các nữ sinh cao trung tham gia vào một thể thao được gọi là chiến xa đạo  ("sensha-dō" 戦車道). Girls und Panzer đã được chuyển thể thành nhiều kiểu sách khác nhau như manga, light novel và mook.

## Manga

### Girls und Panzer
| - 1. "Our Tankery (Part 1)" (わたしの戦車道 その1) - 2. "Our Tankery (Part 2)" (わたしの戦車道 その2) - 3. "I'll Do It! Practice Match!!" (やります！練習試合!!) - 4. "So Strong! St. Gloriana Girls' College!!" (強いです！聖グロリアーナ女学院!!) |

| - 5. "Regroup! Operation More Sneak Around!!" (起死回生！もっとこそこそ作戦!!) - 6. "It Begins! The Nationals!!" (始まってます！全国大会!!) - 7. "Second Match! It's Anzio High School!!" (2回戦！アンツィオ高校です!!) - 8. "Mountain Pass! Fierce Combat!!" (峠です！激闘です!!) - 9. "Second Match! It's Settled!!" (2回戦！決着です!!) |

| - 10. "Gearing Up for the Semi-finals!!" (準決勝直前ですっ!!) - 11. "Pravda Semi-finals Battle! It's Beginning!!" (準決勝プラウダ戦！開始ですっ!!) - 12. "A Desperate Situation! A Great Pinch!!" (絶体絶命！大ピンチですっ!!) - 13. "Captain! We'll Dance!!" (隊長！踊りますっ!!) - 14. "Pravda Battle! The Conclusion!!" (プラウダ戦！決着ですっ!!) |

| - 15. "New Members! Almost Time for the Finals!!" (新メンバー！決勝戦直前ですっ!!) - 16. "It Came! The Fuji Training Grounds!!" (第16話 来ました！東富士演習場っ!!) - 17. "Kuromorimine's Blitzkrieg! In a Pinch All of a Sudden!!" (黒森峰電撃戦！いきなりピンチですっ!!) - 18. "A Fierce Fight! Point 207!!" (激闘です！二〇七地点っ!!) - 19. "The Freshmen!! Big Trouble!!" (1年生！大変ですっ!!) - 20. "An Iron Wall! The Land Fortress Maus!!" (鉄壁です！陸の要塞マウス!!) - Final. "This Is Our Tankery!!" (これがわたし達の戦車道!!) |

### Girls und Panzer: Little Army
| - Chưong 1–4 |

| - Phụ lục - Chương 5–8 |

### Girls und Panzer: Comic Anthology
| - Girls und Panzer in Villers-Bocage (ガールズ＆パンツァーinヴィレル・ボカージュ) - Operation "Hot and Steamy"! (ほっかほか作戦です！) - Daily Life in Ōarai (大洗の日常) - Elder Sisters Are Always at a Disadvantage. (長女はいつだって損な役なのだ。) - Interaction - Miho Diary (みほ日記) - Reizei's One Morning (ある朝の冷泉さん) - The Way of Maintenance (整備道) - Clash of the Baliboman! Save the Club from Disbandment! Volume (激突バリボーマン！廃部の危機を救え！の巻) - Dangerous Relations ①② (危険な関係①②) - Charging In!! The Yukari Scoop (突撃!! ゆかりスクープ) - One Step Forward (一歩前へ) - Girls und Panzer 1966 "Full Charge!! Pivot Turn!" (ガールズ＆パンツァー1966 "Full Charge!! Pivot Turn!") - Rabbit Garupan (ウサギのガルパン) |

| - Erika's Pride (エリカの誇り) - This Is a Real Victory Celebration!? (これが本当の祝勝会です!?) - Lively Greetings at Sunset (暮れの元気なご挨拶) - It's Mama und Panzer! (ママ＆パンツァーです！) - It's a Tan Tankery! (小麦色の戦車道です！) - Duck Team Tankery (アヒルさんチームの戦車道) - Krasnaya Nitoka (クラースナヤ・ニートカ) - The Inherited Tankery (受け継がれる戦車道) |

### Girls und Panzer: It's More Love Love Operation!
| #  | Ngày phát hành ja | ISBN ja           |
| -- | ----------------- | ----------------- |
| 01 | 23 tháng 10, 2013 | 978-4-0406-7561-9 |
| 02 | 23 tháng 4, 2014  | 978-4-0406-6541-2 |
| 03 | 23 tháng 10, 2014 | 978-4-0406-6874-1 |
| 04 | 23 tháng 5, 2015  | 978-4-0406-7521-3 |
| 05 | 21 tháng 11, 2015 | 978-4-0406-7842-9 |
| 06 | 23 tháng 4, 2016  | 978-4-0406-8256-3 |
| 07 | 22 tháng 10, 2016 | 978-4-0406-8561-8 |
| 08 | 22 tháng 4, 2017  | 978-4-0406-9168-8 |
| 09 | 22 tháng 11, 2017 | 978-4-0406-9486-3 |
| 10 | 23 tháng 5, 2018  | 978-4-0406-9838-0 |
| 11 | 21 tháng 11, 2018 | 978-4-0406-5179-8 |
| 12 | 23 tháng 8, 2019  | 978-4-0406-5708-0 |
| 13 | 23 tháng 12, 2019 | 978-4-0406-4144-7 |
| 14 | 20 tháng 7, 2020  | 978-4-0406-4705-0 |
| 15 | 21 tháng 1, 2021  | 978-4-0406-5958-9 |
| 16 | 23 tháng 6, 2021  | 978-4-0468-0474-7 |
| 17 | 21 tháng 1, 2022  | 978-4-0468-0949-0 |
| 18 | 23 tháng 7, 2022  | 978-4-0468-1439-5 |

### Girls und Panzer Comic Anthology Side
| #  | Nhan đề | Ngày phát hành ja | ISBN ja           |
| -- | --- | ----------------- | ----------------- |
| 01 | Girls und Panzer Comic Anthology Side: St. Gloriana Girls' College (ガールズ＆パンツァー コミックアンソロジー SIDE:聖グロリアーナ女学院)       | 5 tháng 11, 2014  | 978-4-7580-0825-9 |
| 02 | Girls und Panzer Comic Anthology Side: Saunders University High School (ガールズ＆パンツァー コミックアンソロジー SIDE:サンダース大学付属高校) | 24 tháng 1, 2015  | 978-4-7580-0842-6 |
| 03 | Girls und Panzer Comic Anthology Side: Anzio Girls' High School (ガールズ＆パンツァー コミックアンソロジー SIDE:アンツィオ高校)                | 14 tháng 5, 2015  | 978-4-7580-0850-1 |
| 04 | Girls und Panzer Comic Anthology Side: Pravda Girls' High School (ガールズ＆パンツァー コミックアンソロジー SIDE:プラウダ高校)                 | 31 tháng 8, 2015  | 978-4-7580-0862-4 |
| 05 | Girls und Panzer Comic Anthology Side: Kuromorimine Girls' High School (ガールズ＆パンツァー コミックアンソロジー SIDE:黒森峰女学園)           | 25 tháng 12, 2015 | 978-4-7580-0876-1 |
| 06 | Girls und Panzer Comic Anthology Side: Chihatan Gakuen (ガールズ＆パンツァー コミックアンソロジー SIDE:知波単学園)                             | 6 tháng 5, 2016   | 978-4-7580-0896-9 |
| 07 | Girls und Panzer Comic Anthology Side: Keizoku High School (ガールズ＆パンツァー コミックアンソロジー SIDE:継続高校)                           | 2 tháng 8, 2016   | 978-4-7580-0903-4 |
| 08 | Girls und Panzer Comic Anthology Side: Hand-picked University Team (ガールズ＆パンツァー コミックアンソロジー SIDE:大学選抜)                   | 18 tháng 2, 2017  | 978-4-7580-0930-0 |
| 09 | Girls und Panzer Comic Anthology Side: BC Freedom Academy (ガールズ＆パンツァー コミックアンソロジー SIDE:BC自由学園)                          | 31 tháng 1, 2020  | 978-4-7580-2083-1 |

### Girls und Panzer: Ribbon Warrior
| #  | Ngày phát hành ja | ISBN ja           |
| -- | ----------------- | ----------------- |
| 01 | 23 tháng 2, 2015  | 978-4-0406-7268-7 |
| 02 | 23 tháng 6, 2015  | 978-4-0406-7541-1 |
| 03 | 21 tháng 11, 2015 | 978-4-0406-7846-7 |
| 04 | 23 tháng 4, 2016  | 978-4-0406-8244-0 |
| 05 | 23 tháng 9, 2016  | 978-4-0406-8537-3 |
| 06 | 23 tháng 2, 2017  | 978-4-0406-9018-6 |
| 07 | 22 tháng 7, 2017  | 978-4-0406-9300-2 |
| 08 | 22 tháng 12, 2017 | 978-4-0406-9574-7 |
| 09 | 23 tháng 5, 2018  | 978-4-0406-9875-5 |
| 10 | 23 tháng 10, 2018 | 978-4-0406-5202-3 |
| 11 | 23 tháng 3, 2019  | 978-4-0406-5573-4 |
| 12 | 23 tháng 8, 2019  | 978-4-0406-5886-5 |
| 13 | 23 tháng 1, 2020  | 978-4-0406-4282-6 |
| 14 | 23 tháng 6, 2020  | 978-4-0406-4681-7 |
| 15 | 21 tháng 11, 2020 | 978-4-0406-5982-4 |
| 16 | 23 tháng 4, 2021  | 978-4-0468-0352-8 |

### Girls und Panzer: Fierce Fight! It's the Maginot Battle!!
| - Chương 1: "Mock Battle" (第1話 模擬戦) - Chương 2: "Maginot Girls' College" (第2話 マジノ女学院) - Chương 3: "Maginot Girls' College's Tankery" (第3話 マジノ女学院の戦車道) - Chương 4: "Madeleine" (第4話 マドレーヌ) - Chương 5: "The Match Begins!" (第5話 試合開始！) |

| - Chương 6: "Operation Amiami!" (第6話 アミアミ作戦！) - Chương 7: "Operation Baton-touch!" (第7話 バトンタッチ作戦！) - Chương 8: "See-saw Game" (第8話 一進一退) - Chương 9: "Panzer IV vs. Somua S35" (第9話 IV号vs.ソミュアS35) - Chương cuối: "And Now, to the National Tournament..." (最終話 そして全国大会の舞台へ......) |

### Girls und Panzer: Little Army II
| - Chương 01 (第01話) - Chương 02 (第02話) - Chương 03 (第03話) - Chương 04 (第04話) |

| - Chương 05 (第05話) - Chương 06 (第06話) - Chương 07 (第07話) - Chương 08 (第08話) - Omake (おまけ) |

| - Chương 09 (第09話) - Chương 10 (第10話) - Chương 11 (第11話) - Chương 12 (第12話) - Omake (おまけ) - Hỗ trợ (応援) |

### Girls und Panzer: 4-koma Comic Anthology
| # | Ngày phát hành ja | ISBN ja           |
| --- | ----------------- | ----------------- |
| 01 | 21 tháng 9, 2015  | 978-4-0406-7845-0 |
| \| - It's Mako's Diary! (麻子日記です！?) - Garupan White Paper (ガルパン白書?) - Boco Bear Shooting Ver. (ボコられクマShooting Ver.?) - Panzer Sammelt! - Miho's Team Is Here Visiting!! (みほちゃんチーム只今見参!!?) - I Want to Be Strong! (強くなりたいっ！?) - Girls und Party ♪ (ガールズアンドパーティー♪?) - Maiden, Tea, and Tankery (乙女と紅茶と戦車道?) - Women's Talk (女子カイ談?) - It's a Strategy Meeting for Christmas! (クリスマスに向けて作戦会議です！?) - It's the Operation Robo Robo (ロボロボ作戦です?) - Women's Way! (女子道！?) - Snowy Mountain Ghost (雪山おばけ?) - Tanks Are for Laying and Wearing!? (戦車は敷くモノ被るモノ!??) - Austausch - Mako Channel! (麻子チャンネル！?) \| |                   |                   |
| - It's Mako's Diary! (麻子日記です！) - Garupan White Paper (ガルパン白書) - Boco Bear Shooting Ver. (ボコられクマShooting Ver.) - Panzer Sammelt! - Miho's Team Is Here Visiting!! (みほちゃんチーム只今見参!!) - I Want to Be Strong! (強くなりたいっ！) - Girls und Party ♪ (ガールズアンドパーティー♪) - Maiden, Tea, and Tankery (乙女と紅茶と戦車道) - Women's Talk (女子カイ談) - It's a Strategy Meeting for Christmas! (クリスマスに向けて作戦会議です！) - It's the Operation Robo Robo (ロボロボ作戦です) - Women's Way! (女子道！) - Snowy Mountain Ghost (雪山おばけ) - Tanks Are for Laying and Wearing!? (戦車は敷くモノ被るモノ!?) - Austausch - Mako Channel! (麻子チャンネル！)                     |                   |                   |

### Girls und Panzer: Phase Erika
| - Chương 1: "The Adored Kuromorimine" (第1話 憧れの黒森峰) - Chương 2: "Dissonance..." (第2話 不協和音...) - Chương3: "Miho Nishizumi's True Strength" (第3話 西住みほの実力) - Chương 4: "The Two Scars" (第4話 ふたつの傷痕) |

| - Chương 5: "Bad Omen" (第5話 胎動) - Chương 6: "Contact" (第6話 接触) - Chương 7: "Leila, the Benchwarmer" (第7話 補欠のレイラ) - Chương 8: "The Gears Begin Turning" (第8話 回り始める歯車) |

| - Chương 9: "Keizoku's Trap" (第9話 継続の罠) - Chương 10: "The T-28 and the BT-42 of Keizoku" (第10話 T-28 BT-42継続の2輌) - Chương 11: "Kamerad" (第11話 Kamerad) - Chương cuối: "We Are Kuromorimine" (最終話 ここは黒森峰) |

### Girls und Panzer: Tankery Recommendation
| - Mission 01: "We Will Reinforce the Fighting Tank, Panzer IV!" (MISSION 01 敢闘戦車・IV号戦車を強化します！) - Mission 02: "Twin Tank, M3 Lee Medium Tank! I Will Search My Sister!!" (MISSION 02 双子戦車・M3中戦車リー！妹を探索します!!) - Mission 03: "Masterpiece of a Vehicle, Sturmgeschütz III! We're Going to Clash with the Same Sturmgeschütz!!" (MISSION 03 傑作車輌・III号突撃砲！同じ突撃砲と激突します!!) - Mission 04: "Czech-made Superior Tank, 38(t)! I'll Convert It into a Self-propelled Artillery!!" (MISSION 04 チェコ製優良戦車・38(t)！自走砲に改造します!!) - Mission 05: "Iron Lion, Type 89 Medium Tank! Japan and the Soviet Union Will Face Off!!" (MISSION 05 鉄獅子・八九式中戦車！日ソ対決します!!) - Mission 06: "Ironclad Heavy Tank, Renault B1 bis! I Will Protect Ōarai Girls' Academy!!" (MISSION 06 鉄壁重戦車・ルノーB1bis！大洗女子学園を護ります!!) |

| - Mission 07: "The Great Unfinished Vehicle, Type 3 Medium Tank! Active in Tank Games!!" (MISSION 07 未完の大器車輌・三式中戦車！戦車ゲームで活躍します!!) - Mission 08: "Hybrid Vehicle, Porsche Tiger Heavy Tank! Tune It Up!!" (MISSION 08 ハイブリッド車輌・ポルシェティーガー重戦車！チューンナップします!!) - Mission 09: "The Grumpy Grizzly Bear, Brummbär Assault Tank No. IV! I'll Get the Phantom Boco!!" (MISSION 09 気難し屋の灰色熊・IV号突撃戦車ブルムベア！幻のボコをGETします!!) - Mission 10: "Amphibious Vehicle, LVT(A)-1! It's Crocodile Panic!!" (MISSION 10 水陸両用車輌・LVT(A)-1！ワニワニパニックです!!) - Mission 11: "Super-dreadnought Heavy Tank Ratte! I'm a Mystery Hunter in Action!" (MISSION 11 超弩級重戦車ラーテ！ミステリーハンター活動します!!) - Mission 12: "Carden Loyd Tankette! It's an Agricultural Revolution!!" (MISSION 12 豆戦車カーテン・ロイド！農業革命です!!) |

| - Mission 13: "Open-top Self-propelled Artillery Collection! It's a Tankery Tournament in a Forbidden Bath!!" (MISSION 13 オープントップ自走砲大集結！禁断のお風呂で戦車道大会です!!) - Mission 14: "Multi-turret Super-heavy Tank O-I! I Challenge You to a Model Road to Love!!" (MISSION 14 多砲塔超重戦車オイ！恋する模型道にチャレンジします!!) - Mission 15: "Mysterious Tanks and Duck Ghosts!? It's the Case File of Detective Reizei!!" (MISSION 15 謎の戦車・アヒルのお化け!? レーゼイ探偵の事件簿です!!) - Mission 16: "Duck Tank AMX 40! It's an Illusion Party!!" (MISSION 16 アヒルちゃん戦車AMX40！イリュージョン・パーティーです!!) - Mission 17: "AMX ELC bis Rapid Light Tank! It's the Glorious Ōarai 24-hour Tankery!!" (MISSION 17 快速軽戦車AMX ELC bis！栄光の大洗24時間戦車道です!!) - Mission 18: "The First-ever German Vehicle A7V Assault Tank! It's a Treasure Hunt in the Forest of Twenty Demons!!" (MISSION 18 史上初のドイツ車輌・A7V突撃戦車！魔廿の森でお宝探しです!!) |

| - Mission 19: "Invincible Heavy Tank TOG II! It's Alice from the Land of Tea!" (MISSION 19 不屈重戦車TOGII！紅茶の国の愛里寿です！) - Mission 20: "New Vehicle Discovery!? It's the Gastronomic Revolution in the Nutritional Science Department!!" (MISSION 20 新車輌発掘!? 栄養科の美食革命です!!) - Mission 21: "Disc Vehicle Object 279 vs. Legendary Shipwreck Utsuro-bune! It's a Competition for Calm Sea!!" (MISSION 21 円盤車輌・オブイェークト279vs.伝説の沈没船・うつろ母！睦海争奪戦です!!) - Mission 22: "Best-selling Vehicle, M4 Sherman Medium Tank! Propaganda Film Shooting at the Festival!!" (MISSION 22 ベストセラー車輌・M4シャーマン中戦車！プロパガンダ映画を撮影します!!) - Mission 23: "Rapid-fire Tank CV33! It's the Anzio Girls' High School and Kuromorimine Girls' High School Pajama Party!!" (MISSION 23 快速戦車CV33！アンツィオ高校、黒森峰女学園でパジャマパーティーです!!) - Mission 24: "Heart-to-heart Vehicle, Type 95 Light Tank! It's Rinrin Yūki on the Chibi Tankery!!" (MISSION 24 以心伝心車輌・九五式軽戦車！ちびっ子戦車道で勇気りんりんです!!) |

| - Mission 25: "Tiger I, the Vehicle of Champions! It's the Autumn Red and White All-Star Tankery Tournament!!" (MISSION 25 王者の車輌ティーガーI！秋の紅白オールスター戦車道大会です!!) - Mission 26: "Heavy Armored Infantry Tank Churchill Mk. VII! It's a Graceful Challenge to Her Majesty the Queen!!" (MISSION 26 重装甲歩兵戦車・チャーチルMk.VII！女王陛下への優雅な挑戦状です!!) - Mission 27: "Devil Tank T-34/85 Medium Tank! It Is a Fierce Beast-killing IS-2 Heavy Tank Serious Tag Battle!!" (MISSION 27 鬼戦車T-34/85中戦車！猛獣殺しIS-2重戦車亡ガチンコTAGバトルです!!) - Mission 28: "Demolishing Vehicle BT-42 Assault Gun! We're Going to Tournament with the Pirates!!" (MISSION 28 魔改造車輌・BT-42突撃砲！海賊亡一緒に大会香戦します!!) - Mission 29: "First Generation MBT A41 Centurion! It's a Reunion with Alice!!" (MISSION 29 第一世代MBT・A41センチュリオン！愛里寿ちゃん亡再会です!!) - Last Mission: "Perfect Conclusion! It's Everyone's Tankery!!" (LAST MISSION 完全決着！これがみんなの戦車道です!!) |

### Daily Life of Girls und Panzer: 4-koma Comic Anthology
| #  | Ngày phát hành ja | ISBN ja           |
| -- | ----------------- | ----------------- |
| 01 | 23 tháng 3, 2017  | 978-4-0406-9028-5 |
| 02 | 23 tháng 10, 2017 | 978-4-0406-9432-0 |
| 03 | 23 tháng 2, 2018  | 978-4-0406-9701-7 |
| 04 | 23 tháng 3, 2018  | 978-4-0406-9779-6 |

#### Bổ sung
| #  | Nhan đề | Ngày phát hành ja | ISBN ja           |
| -- | --- | ----------------- | ----------------- |
| 01 | Daily Life of Girls und Panzer: 4-koma Comic Anthology – It's Mofu Mofu Operation! (ガールズ＆パンツァーの日常 4コマコミックアンソロジー ～もふもふ作戦です！～) | 23 tháng 2, 2019  | 978-4-0406-5524-6 |
| 02 | Daily Life of Girls und Panzer: 4-koma Comic Anthology – It's Mogu Mogu Operation! (ガールズ＆パンツァーの日常 4コマコミックアンソロジー ～もぐもぐ作戦です！～) | 23 tháng 2, 2019  | 978-4-0406-5525-3 |

### Girls und Panzer: 4-koma Panzer Vor!
| #  | Ngày phát hành ja | ISBN ja           |
| -- | ----------------- | ----------------- |
| 01 | 28 tháng 9, 2018  | 978-4-0560-7136-8 |

### Girls und Panzer: Saga of Pravda
| #  | Ngày phát hành ja | ISBN ja           |
| -- | ----------------- | ----------------- |
| 01 | 23 tháng 1, 2019  | 978-4-0406-5273-3 |
| 02 | 23 tháng 8, 2019  | 978-4-0406-5889-6 |
| 03 | 23 tháng 4, 2020  | 978-4-0406-4336-6 |
| 04 | 20 tháng 4, 2021  | 978-4-0468-0050-3 |
| 05 | 22 tháng 12, 2021 | 978-4-0468-0665-9 |

### Girls und Panzer: Avanti! Anzio Girls' High School
| #  | Ngày phát hành ja | ISBN ja           |
| -- | ----------------- | ----------------- |
| 01 | 27 tháng 9, 2019  | 978-4-0491-2657-0 |
| 02 | 27 tháng 4, 2020  | 978-4-0491-3148-2 |
| 03 | 25 tháng 6, 2021  | 978-4-0491-3702-6 |

### Girls und Panzer: The Fir Tree and the Iron-winged Witch
| #  | Ngày phát hành ja | ISBN ja           |
| -- | ----------------- | ----------------- |
| 01 | 21 tháng 2, 2020  | 978-4-0406-5426-3 |
| 02 | 23 tháng 7, 2022  | 978-4-0468-0419-8 |

### Girls und Panzer: Gekiga
| # | Ngày phát hành ja | ISBN ja           |
| --- | ----------------- | ----------------- |
| 01 | 26 tháng 3, 2021  | 978-4-0914-3296-4 |
| \| - Chương 1: "This Is Not Garupan!" (第1話 これってガルパンじゃないです!?) - Chương 2: "It's So Cold!" (第2話 メチャ寒いです!?) - Chương 3: "It's the History of Tanks!" (第3話 戦車の歴史です!?) - Chương 4: "Way of Artillery, Begin!" (第4話 砲兵道、始めます!?) - Chương 5: "It's an Extra Training!" (第5話 臨時講習です!?) - Chương 6: "It's a Class in Sighting!" (第6話 照準の授業です!?) - Chương 7: "This Is Basic Training for the T-34/85!" (第7話 T-34/85の基本訓練です!?) - Chương 8: "It's the Guidance of Captain Bauer!" (第8話 バウアー大尉の指導です!?) - Chương 9: "We're Building a Branch School!" (第9話 分校を建てるんです!?) - Chương 10: "It's for Ōarai!" (第10話 大洗のためにです!?) - Chương 11: "It's a Forced Labor Camp!" (第11話 強制労働キャンプです!?) - Chương cuối: "It's the Biggest Operation in History!" (最終話 史上最大の作戦です!?) \| |                   |                   |
| - Chương 1: "This Is Not Garupan!" (第1話 これってガルパンじゃないです!) - Chương 2: "It's So Cold!" (第2話 メチャ寒いです!) - Chương 3: "It's the History of Tanks!" (第3話 戦車の歴史です!) - Chương 4: "Way of Artillery, Begin!" (第4話 砲兵道、始めます!) - Chương 5: "It's an Extra Training!" (第5話 臨時講習です!) - Chương 6: "It's a Class in Sighting!" (第6話 照準の授業です!) - Chương 7: "This Is Basic Training for the T-34/85!" (第7話 T-34/85の基本訓練です!) - Chương 8: "It's the Guidance of Captain Bauer!" (第8話 バウアー大尉の指導です!) - Chương 9: "We're Building a Branch School!" (第9話 分校を建てるんです!) - Chương 10: "It's for Ōarai!" (第10話 大洗のためにです!) - Chương 11: "It's a Forced Labor Camp!" (第11話 強制労働キャンプです!) - Chương cuối: "It's the Biggest Operation in History!" (最終話 史上最大の作戦です!)                   |                   |                   |

## Light novel

### Girls und Panzer
| - Mở đầu: "Học Chiến xa đạo sẽ trở thành hot girl!" (プロローグ 戦車道でモテモテ、だよ！) - Phần 1: "Cái gì mà thầy giáo đẹp trai!?" (1話 イケメン教官、じゃないじゃん！) - Phần 2: "Xe tăng ấy mà, bá cháy cực!" (2話 戦車って、なんかすごいよ！) - Phần 3: "Cùng với đồng đội!" (3話 仲間と一緒、だよ！) - Phần 4: "Bắt đầu đấu giao hữu!" (4話 練習試合開始、だよ！) - Phần 5: "Điệu múa cá đền lồng... Chẳng muốn tưởng tượng cảnh đó tí nào!" (5話 あんこう踊りは......想像もしたくないよ！) - Phần 6: "Chưa gì đã đến trận đấu vòng loại đầu tiên!" (6話 ついに一回戦、だよ！) - Phần 7: "Cuộc chiến thông tin!" (7話 情報戦だよ！) - Phần kết: "Cuộc đời hot girl của tôi ở đâu!?" (エピローグ 私のモテ生活はどこ、だよ！) |

| - Mở đầu: "Trận chiến thứ hai là với Anzio đấy!" (プロローグ 二回戦はアンツィオだよ！) - Phần 1: "Có nguòi thắng thì cũng có kẻ thua..." (1話 勝者もいれば、敗者もいるよ......。) - Phần 2: "Vấn đề quan trọng, tại sao lại là tôi!?" (2話 そんな大事なこと、なんで私に!?) - Phần 3: "Cường địch! Cái bẫy của Pravda!" (3話 強敵！プラウダの罠、だよ！) - Phần 4: "Lỡ nói ra mất rồi" (4話 一ついに言っちゃった。) - Phần 5: "Tôi cũng phải nỗ lực" (5話 私も、努力しないとねっ。) - Phần 6: "Chỉ làm những chuyện để mọi việc tốt lên" (6話 やるだけのことはやった、よ？) - Phần kết: "Tất cả hãy mê tín!" (エピローグ みんなでゲンをカツごうよ！) |

| - Mở đầu: "Good Night." (プロローグ お休みなさーい。) - Phần 1: "Hãy giúp tớ với Akiyama-san!" (1話 助けてください、秋山さん！) - Phần 2: "Cảm ơn Daisy đen" (2話 黒い雛菊に、感謝いたします。) - Phần 3: "Muốn ngủ sớm nhưng mà..." (3話 早く寝たいと思っているが......。) - Phần 4: "Cậu hứa rồi đó nha Sodoko!" (4話 約束だぞ、ソド子〜！) - Phần 5: "Mạnh đấy! Đáng sợ đấy! Kuromorimine!" (5話 強いよ！怖いよ！黒森峰) - Phần 6: "Đó là Chiến xa đạo của chúng tôi!" (6話 私たちの戦車道......だよ！) - Phần kết: "Thật sự không phải là chiến sĩ áo Kimono trắng ư!?" (エピローグ 白無垢の戦士、のはずじゃないの!?) |

## Mook và các sách khác

### Achtung Girls und Panzer
| #  | Nhan đề | Ngày phát hành ja | ISBN ja           |
| -- | --- | ----------------- | ----------------- |
| 01 | Achtung Girls und Panzer (アハトゥンク・ガールズ&パンツァー) | 15 tháng 5, 2013  | 978-4-4992-3110-7 |
| 02 | Achtung Girls und Panzer 2: This Is the Real Anzio Battle! OVA & der Film Edition (アハトゥンク・ガールズ&パンツァー2: OVA「これが本当のアンツィオ戦です！」&劇場版 編) | 31 tháng 5, 2016  | 978-4-4992-3186-2 |
| 03 | Achtung Girls und Panzer 3: Das Finale Part 1 to Part3 Edition (アハトゥンク・ガールズ＆パンツァー3:『最終章』第1話～第3話編)                                           | 17 tháng 2, 2022  | 978-4-4992-3323-1 |

### Girls und Panzer Modeling Book
| #  | Nhan đề | Ngày phát hành ja | ISBN ja           |
| -- | --- | ----------------- | ----------------- |
| 01 | Girls und Panzer Modeling Book: Panzer IV & 38(t) Edition (ガールズ&パンツァー モデリングブック IV号戦車D型&38(t)編) | 26 tháng 6, 2013  | 978-4-4992-3111-4 |
| 02 | Girls und Panzer Modeling Book 2 (ガールズ&パンツァーモデリングブック2)                                              | 4 tháng 11, 2014  | 978-4-4992-3147-3 |

### Ōarai Garupan Travel Guide
| #  | Nhan đề | Ngày phát hành ja | ISBN ja           |
| -- | --- | ----------------- | ----------------- |
| 01 | Ōarai Garupan Travel Guide: A Guide to Pilgrimage to the Holy Land of Garupan (大洗ガルパン・トラベル・ガイド ~ガルパン聖地巡礼の手引き~) | 13 tháng 11, 2013 | 978-4-3312-5287-1 |
| 02 | Ōarai Garupan Travel Guide 2: Ōarai Fibel (大洗フィーベル 大洗ガルパン・トラベル・ガイド2)                                                | 28 tháng 11, 2015 | 978-4-3318-0318-9 |
| 03 | Ōarai Garupan Travel Guide 3: Ōarai Fibel NEU (大洗フィーベル・NEU 大洗ガルパン・トラベル・ガイド3)                                       | 23 tháng 3, 2018  | 978-4-3318-0389-9 |
| 04 | Ōarai Garupan Travel Guide 4: Ōarai Fibel NEU 2.0 (大洗フィーベルNEU 2.0 大洗ガルパン・トラベル・ガイド4)                                 | 3 tháng 9, 2019   | 978-4-3318-0426-1 |

### Monthly Tankery

#### Special issues
| #  | Ngày phát hành ja | ISBN ja |
| -- | ----------------- | ------- |
| 01 | 21 tháng 2, 2014  | —       |
| 02 | 25 tháng 4, 2014  | —       |
| 03 | 20 tháng 6, 2014  | —       |
| 04 | 27 tháng 8, 2014  | —       |
| 05 | 29 tháng 10, 2014 | —       |
| 06 | 18 tháng 12, 2014 | —       |

#### Extra issues
| #  | Nhan đề | Ngày phát hành ja | ISBN ja |
| -- | --- | ----------------- | ------- |
| 01 | Monthly Tankery Extra Issue: Introduction to Garupan (月刊戦車道 別冊 ガルパン入門)                                                | 27 tháng 9, 2017  | —       |
| 02 | Monthly Tankery Extra Issue: Girls und Panzer for Maniacs (月刊戦車道 別冊 ガルパンマニアックス)                                   | 24 tháng 11, 2017 | —       |
| 03 | Monthly Tankery Extra Issue: Tankery Study Book (月刊戦車道 別冊 戦車道学習帳)                                                     | 25 tháng 3, 2019  | —       |
| 04 | Monthly Tankery Extra Issue: The 41st Winter Continuous Track Cup Special Issue (月刊戦車道 別冊 第41回冬季無限軌道杯 大特集号)    | 7 tháng 5, 2020   | —       |
| 05 | Monthly Tankery Extra Issue: The 41st Winter Continuous Track Cup Special Issue 2 (月刊戦車道 別冊 第41回冬季無限軌道杯 大特集号2) | 25 tháng 3, 2022  | —       |

### Encyclopedia of Girls und Panzer
| #  | Nhan đề                                                                                            | Ngày phát hành ja | ISBN ja           |
| -- | -------------------------------------------------------------------------------------------------- | ----------------- | ----------------- |
| 01 | Encyclopedia of Girls und Panzer (ガールズ&パンツァー エンサイクロペディア)                        | 1 tháng 8, 2014   | 978-4-7580-1335-2 |
| 02 | Encyclopedia of Girls und Panzer Revised Edition (改訂版 ガールズ&パンツァー エンサイクロペディア) | 2 tháng 8, 2016   | 978-4-7580-1502-8 |

### Rurubu Girls und Panzer
| #  | Nhan đề                                                                                      | Ngày phát hành ja | ISBN ja           |
| -- | -------------------------------------------------------------------------------------------- | ----------------- | ----------------- |
| 01 | Rurubu Girls und Panzer (るるぶ ガールズ＆パンツァー)                                        | 10 tháng 7, 2015  | 978-4-5331-0534-0 |
| 02 | Rurubu Girls und Panzer: It's the Latest Edition! (るるぶ ガールズ＆パンツァー 最新版です！) | 6 tháng 7, 2018   | 978-4-5331-2767-0 |

### Girls und Panzer: Senshado no Yokomichi
| #  | Ngày phát hành ja | ISBN ja           |
| -- | ----------------- | ----------------- |
| 01 | 25 tháng 12, 2015 | 978-4-0486-5559-0 |
| 02 | 30 tháng 3, 2020  | 978-4-0491-3092-8 |

### Girls und Panzer Walker
| #  | Ngày phát hành ja | ISBN ja           |
| -- | ----------------- | ----------------- |
| 01 | 30 tháng 7, 2016  | 978-4-0489-5539-3 |
| 02 | 10 tháng 5, 2018  | 978-4-0489-6242-1 |